# Hydractinia californica
Hydractinia californica is een hydroïdpoliep uit de familie Hydractiniidae. De poliep komt uit het geslacht Hydractinia. Hydractinia californica werd in 1904 voor het eerst wetenschappelijk beschreven door Torrey. 